# Stenostoma cossyrense
Stenostoma cossyrense es una especie de coleóptero de la familia Oedemeridae.

## Distribución geográfica
Habita en Sicilia (Italia).